# Edmundo Sussumu Fujita
Edmundo Sussumu Fujita, em japonês:  藤田 進 [Fujita Susumu], (São Paulo, 7 de março de 1950 – São Paulo, 6 de abril de 2016) foi um diplomata brasileiro e embaixador do Brasil na Coreia do Sul.
Graduou-se em Direito pela Faculdade de Direito da Universidade de São Paulo em 1972. Ingressou na carreira diplomática no posto de Terceiro Secretário em 1976. Ascendeu a Conselheiro em 1989; Ministro de Segunda Classe em 1995; e Ministro de Primeira Classe em 2002. Na Chancelaria, exerceu, entre outras, as seguintes funções: Chefe substituto da Divisão das Nações Unidas, 1990; Diretor do Departamento de Ásia e Oceania, 1999.
No exterior, desempenhou os cargos de Conselheiro junto à Organização das Nações Unidas, em 1990; Representante alterno do Brasil no Conselho de Segurança das Nações Unidas, 1993; Embaixador do Brasil na Indonésia, no período de 2005 a 2009. Na Esplanada, foi assessor especial do Ministério Extraordinário de Projetos Especiais, 1999.
Fujita, autor de vários livros e trabalhos de pesquisa, atuou como professor de pensamento político na Academia Diplomática Brasileira entre 1989 e 1990.